# Popiersie

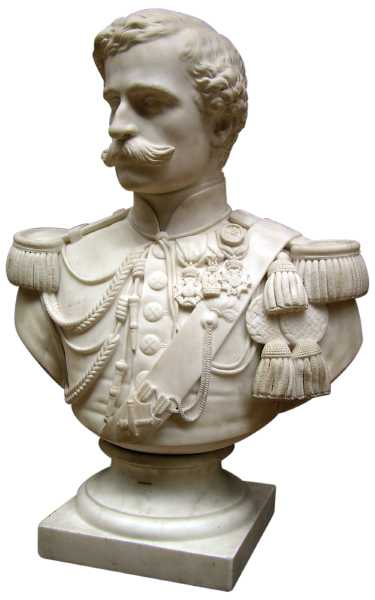
Popiersie króla Belgów Leopolda II Koburga

Popiersie – w rzeźbie i malarstwie portretowym półpostać, przedstawienie modelu w ujęciu do ramion.
Model ten najczęściej stosowany jest w odniesieniu do portretu rzeźbiarskiego osadzonego na postumencie.